# زمین سنج مولیبدینا
زمین سنج مولیبدینا (نام علمی: Zythos molybdina) نام یک گونه از سرده زمین‌سنج‌های زیتوس است. این گونه در گینه نو یافت می‌شود.